# Mykolas Biržiška

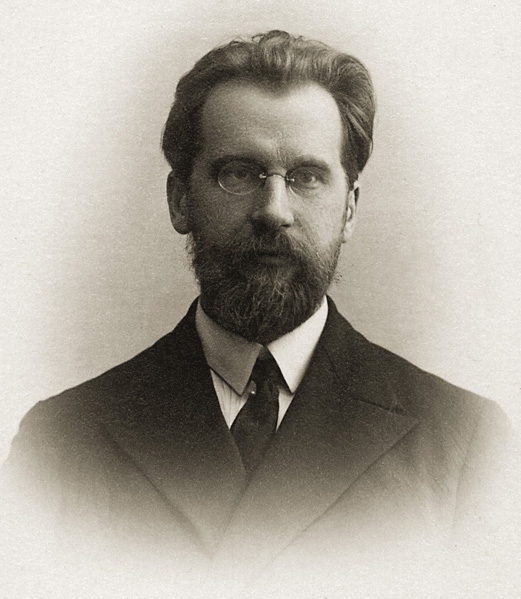
Mykolas Biržiška.

Mykolas Biržiška (24 de agosto de 1882-24 de agosto de 1962) fue un editor, historiador, profesor de literatura, diplomático y político lituano, y uno de los veinte signatarios de la Declaración de Independencia de Lituania.
Fue presidente de la Academia de Ciencias de la RSS de Lituania en 1941-1942.